# 大蒂克瓦紐鄉
45°08′N 21°38′E / 45.133°N 21.633°E
大蒂克瓦紐鄉（羅馬尼亞語：Comuna Ticvaniu Mare, Caraș-Severin），是羅馬尼亞的鄉份，位於該國西南部，由卡拉什-塞維林縣負責管轄，面積129平方公里，海拔高度157米，2007年人口2,002，人口密度每平方公里16人。